# Cataract Lake
Cataract Lake  är en sjö i Algoma District i provinsen Ontario i den sydöstra delen av Kanada. Cataract Lake ligger cirka 182 meter över havet. Arean är 108 hektar, medeldjupet är 1,7 meter och maxdjupet är 4,9 meter. Sjön genomlöps av vattendraget Blind River med inlopp i väster och utlopp i öster. Utloppet består av vattenfallet Cataract Falls, därifrån rinner vattnet en kort strömsträcka till Lake Duborne.